# Gare de Mérens-les-Vals
Gare de Mérens-les-Vals vasútállomás Franciaországban, Mérens-les-Vals településen.

## Vasútvonalak
Az állomást az alábbi vasútvonalak érintik:
- Portet-Saint-Simon–Puigcerdà-vasútvonal

## Kapcsolódó állomások
A vasútállomáshoz az alábbi állomások vannak a legközelebb:
- Gare d’Ax-les-Thermes
- Gare d’Andorre - L’Hospitalet